# 阜成门南大街
39°55′06″N 116°21′01″E / 39.91831°N 116.35019°E
阜成门南大街是位于中国北京市西城区西部的一条大街。是北京二环路的组成部分。

## 简介

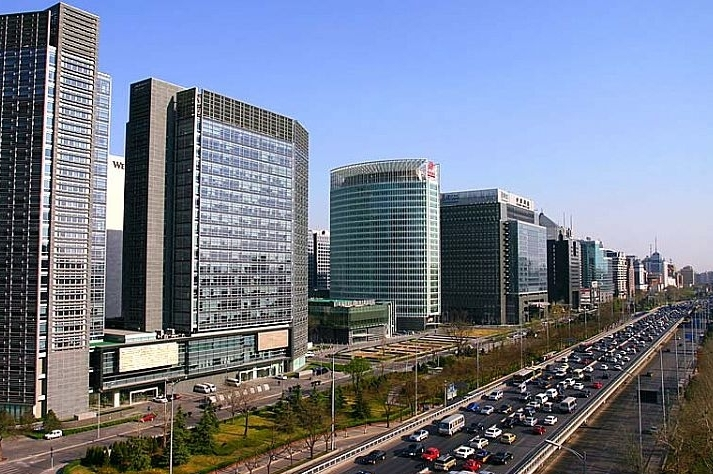
自北向南拍摄阜成门南大街。远处为复兴门北大街

阜成门南大街南起复兴门北大街北端的月坛南桥，北到阜成门内大街西端的阜成门桥。原为北京内城西城墙和护城河旧址。1960年代末，因修建北京地铁而拆除了原有的城墙。地铁建设完工后，地面上辟筑为道路，是北京二环路的组成部分，重要的交通干道。因地处北京内城阜成门以南而得名。